# Cisayong (plaats)
Cisayong is een bestuurslaag in het regentschap Tasikmalaya van de provincie West-Java, Indonesië. Cisayong telt 5326 inwoners (volkstelling 2010).